# M29 (spårvagn)
M29 är en fyraxlad boggiespårvagn som byggdes i 60 exemplar med nummerserien 801–860. Spårvagnarna levererades av Hägglunds i Örnsköldsvik till Göteborgs Spårvägar åren 1969–1972 och är fortfarande i trafik. Flera M29 och M28 (liksom M25) kan kopplas ihop med scharfenbergkoppel och manövreras från den främre vagnen. Tvåvagnståg är det vanligaste idag, men tidigare har även trevagnståg och fyrvagnståg förekommit. Nu förekommer sådant endast vid vagnstransport mellan vagnhallarna. Vid vagnsbrist och förarutbildning förekommer enkelvagnar. Tidigare såg man oftast en M29 som första vagn och en M28 som andra vagn i trafiken. Detta då de flesta M28-vagnar saknade automatiska dörrar i mitten och bak.

## Föregångare och efterföljare
M29 är till utseendet förvillande lik föregångarna M25 och M28. M29 är tillsammans med M25 och M28 de typerna som hos Göteborgs Spårvägar kallas för pedalvagnar, detta då de manövreras med pedaler.
Vagntypen är fortfarande i trafik, även om ett antal exemplar är skrotade eller slopade efter olyckor eller bränder. Det var meningen att både M28 och M29 skulle ersättas av M32, den italienska spårvagnen som levererades till Göteborgs Spårvägar mellan 2004 och 2013, men leveransen av dessa nya vagnar drog ut på tiden och många blev dessutom avställda i långa perioder för reparation. Därför kom M29 att rulla i trafik i många år till. Den nyaste vagntypen M34 är dock menad att helt ersätta M29.

## Ombyggnader
Under årens lopp har vagnarna blivit ombyggda och moderniserade ett flertal gånger. Främst är det "kjolar" eller luckor för hjulhusen som tillkommit för att minska buller och olyckstillbud då det hänt att personer fallit in under vagnen på hållplatser. I fronten har vagnarna fått andra strålkastare, liksom nya bakljus akterut. Vagnarna har också varit föremål för några olika alternativa färgsättningar, både in- och utvändigt. Alla M29-vagnar har rustats upp och fått en ny typ av bladdörr i mitten på vagnen. Även förarplatsen har blivit ombyggd för att ge föraren en bättre arbetsmiljö. Destinationsskyltarna som tidigare var av rullbandstyp har vid årsskiftet 2000–2001 ersatts med moderna fullmatrisskyltar men nummerskyltarna är däremot fortfarande av rullbandstyp eftersom varje linjenummer har sin egen färg.
Alla M29-vagnar och 10 av M28-vagnarna har under 2010 fått en informationsdisplay inmonterad. Den visar linjenummer, destination samt nästa stopp och är därmed ett komplement till det automatiska hållplatsutropet. Under våren 2015 fick även de övriga M28-vagnarna en sådan installerad.

## Upprustning av vagnarna på SLX
Under 2013 påbörjades en revision av vagnarna i Vagnhallen Slottsskogen i form av bland annat rostsanering och ny lack. Detta för att vagnarna behöver rulla i ett antal år till på grund av de fortsatta problemen med M32.

## Nya bak-, broms- och backljus
Vagn 807 fick under vintern 2015/2016 nya bak-, broms- och backljus på prov i form av LED. Detta har visat sig fungera bra och samtliga vagnar har nu fått detta.

## Flervagnarståg

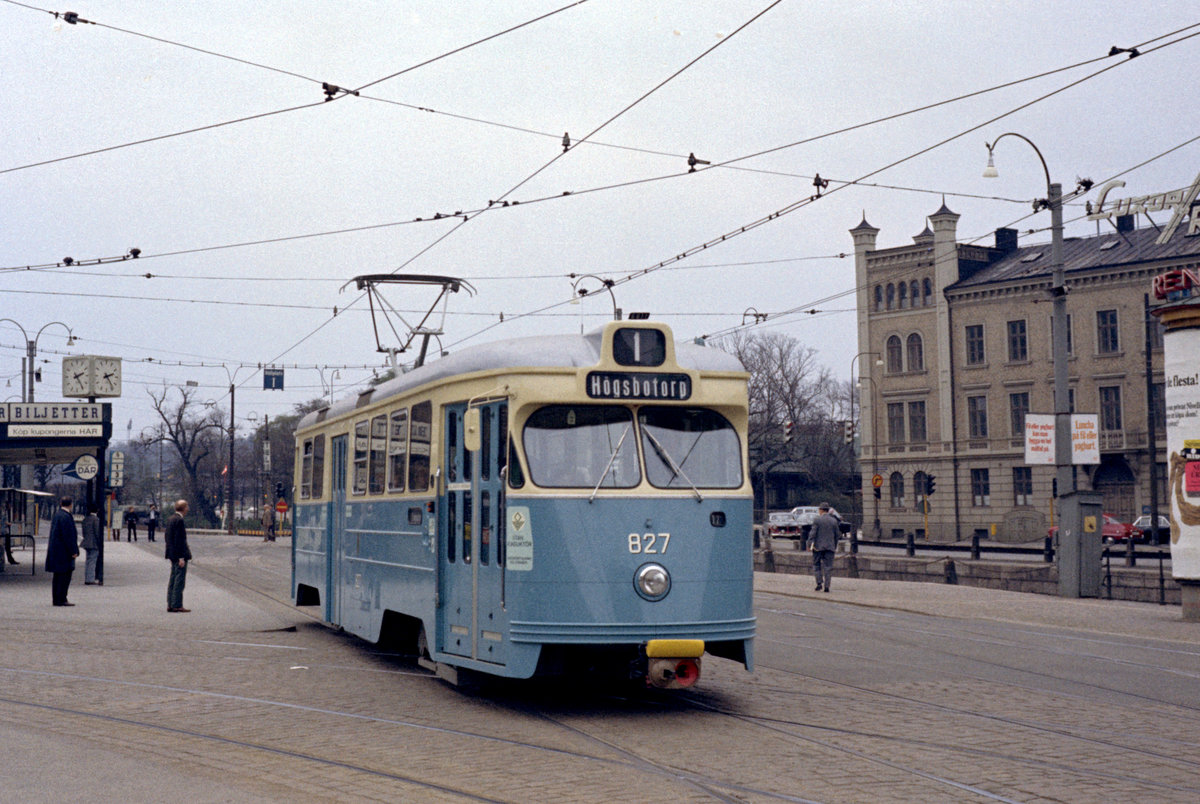
M29 827 på Drottningtorget i maj 1971.

Som tidigare nämnts går numera M29 nästan alltid i tvåvagnståg. Tidigare var det oftast en M28 som var andravagn, innan dessa försvann från trafiken, men det kunde vara tvärtom också. Enkelvagnar förekommer också på linjer med få resenärer. Annars rör det sig ofta om vagnbrist eller utbildning. Trevagnståg har förekommit under olika perioder på de flesta linjer. Detta har oftast varit under sommartidtabellen då man glesat ut i tidtabellen, och kompenserat detta med längre tåg. Innan M21 blev vanlig i trafiken förekom även fyrvagnståg, dock endast på Angeredsbanan.
Teoretiskt går det att koppla ihop fler vagnar, vilket har förekommit i vagntransporter, men detta undviks, främst beroende på att hållplatserna numera är dimensionerade för spårvagnståg som är ungefär 30 meter långa (= två M28/M29, en M31, en M32 eller en M33).
Ett inofficiellt rekord gör gällande att tolv M25-vagnar kopplats ihop för en vagntransport på Angeredsbanan, men där finns det mer plats att röra sig på.

## Namngivna
- 804 (Bar under ett år namnet Tarzan & Jane då den var folierad med djungelmotiv som barnen röstat fram i samband med valet hösten 2006. Ett annat smeknamn på den var ”Djungelvagnen”. Hösten 2007 återfick den sin originalfärg och blev samtidigt åter namnlös)
- 805 Sven-Eric Johanson (tonsättare). Skrotad 2022.
- 806 Albert & Herbert (svensk TV-serie om en gammal skrothandlare och hans son, spelade av Sten-Åke Cederhök och Tomas von Brömssen).
- 807 Hulda Sköldberg (fiskhandlare)
- 808 Leif "Loket" Olsson (först handbollsspelare och handbollsdomare, sportreporter och sportskribent, mest känd som programledare i Bingolotto). Skrotad 2024.
- 810 Ulla Skoog (skådespelerska. Varit med i bland annat Lorry, Yrrol och Saltön.) Skrotad 2024.
- 811 Bengt Hubendick (professor och före detta chef för Göteborgs Naturhistoriska Museum). Skrotad 2023.
- 814 Hans Josefsson (operasångare).
- 818 Pelle Petterson (designer och seglare, skaparen av Volvo P1800, Maxi- och vissa Nimbus-båtar). (Avställd 2025)
- 820 Åke Norling (landshövding). (Skrotad 2024).
- 821 Nils Dahlbeck (intendent i Svenska Naturskyddsföreningen, medverkade i barnprogrammet Humle & Dumle).
- 825 Victor Hasselblad (fotograf och grundare av den anrika kamerafabriken Hasselblad).
- 826 August Kobb (grosshandlare och kommunpolitiker).
- 827 Git Gay (primadonna). Skrotad 2023.
- 829 Emil & Emilia (benämning på chalmerister, studenter vid Chalmers tekniska högskola). Skrotad 2022.
- 830 Jan Johansson (jazzmusiker och pianist).
- 831 Arne Thorén (journalist och diplomat).
- 833 Stefan Ljungqvist (skådespelare och operasångare).
- 836 Fiolmannen (hette egentligen John Eriksson och var ett så kallat göteborgsoriginal, sågs så sent som i början av 1970-talet komma småspringande med sin fiollåda mellan spårvagnarna på Kungsportsplatsen).
- 837 Ingrid Segerstedt-Wiberg (kulturskribent, dotter till Torgny Segerstedt.)
- 842 Barbro Hörberg (skådespelerska och sångerska).
- 844 Syster Olga (legendarisk sjuksköterska på Sahlgrenska Sjukhuset).
- 845 Hans Peterson (författare).
- 848 Kal (egentligen ”Karl”, Göteborgs arketyp, fiktiv person i Göteborgshumorn).
- 849 Kalle Glader (kommunalarbetare i Göteborg, ett original, stor, fryntlig och stark). Slopad 2024.
- 851 Neeme Järvi (ledare för Göteborgs Symfoniker, kompositör och dirigent etc.) Slopad 2020 men efter att vagn 805 slopats, på grund av krock med M31 301 i december 2020, reparerades vagnen under 2021. (Slopad 2025)
- 852 William Chalmers (donator, grundare av Chalmers slöjdskola, vilken senare blev Chalmers Tekniska Högskola). Skrotad 2021.
- 853 Torbjörn Nilsson (fotbollsspelare och fotbollstränare för bland annat IFK Göteborg).
- 854 Isaac Béen (hovpredikant och präst).
- 856 Agne Simonsson (fotbollsspelare, ÖIS:are).
- 859 Smilet (amerikansk alligator som levde i Sjöfartsmuseets Akvarium i Göteborg).
- 860 Hubert Lärn (svensk serieskapare som tecknade en av de tidiga svenska dagsstripparna ”Rudolf Naftalin”. Är far till Viveca Lärn.)

## Olyckor (urval)
- Vagn 839 förstördes vid en anlagd brand mellan Saltholmen och Långedrag den 17 mars 1987. Vagnen plockades senare på reservdelar och skrotades.
- Vagn 858 förstördes också vid en brand 1991 och även den plockades på reservdelar och skrotades.
- Under våren 2008 inträffade två skilda brandincidenter med två pedalvagnståg på A-banan. Av allt att döma var det överhettning i motorerna som orsakade en strömrusning med rökutveckling och avbränd kontaktledning som följd. Efter detta rådde det ett tillfälligt förbud att köra såväl M28 som M29 på A-banan. Enligt trafikorder får nu M28 och M29 (samt M25) framföras på A-banan i reducerad hastighet. Den M29:a som skadades svårast under dessa bränder var 860, men även 805 brann. Både 805 och 860 reparerades och sattes åter i trafik, medan de skadade M28:orna 725 och 736 plockades på reservdelar och skrotades.
- Den 21 januari 2009 inträffade en olycka ut mot Saltholmen där vagn 805 körde in i bakpartiet på en sopbil. Vagnen skadades allvarligt men har efter reparation åter kommit tillbaka i trafiken i början av 2010.
- I februari 2009 inträffade en olycka vid Opaltorget i Tynnered. Vagn 852 var ihopkopplad med M28 719 då M32 409 körde in i tåget bakifrån så kraftigt att 719 for in i 852, med skadad akter som följd. Skadorna på 852 blev ganska stora i bakpartiet. Vagnen reparerades i Uddevalla, och kom åter i trafik hösten 2009. Vagn 719 gick inte att rädda och man tvingades att skrota den.
- Den 27 april 2009 krockade vagn 819 med M31 313 i Brunnsparken. Spårvagnarna fick en del plåtskador, men kunde repareras och sättas åter i trafik efter bara ett par månader.
- Den 9 november 2009 krockade vagn 803 på linje 11 i riktning mot Saltholmen med en lastbil mellan Masthuggstorget och Stigbergstorget vid korsningen vid den före detta hållplatsen Johannesplatsen. Skadorna på vagnens front och förarhytt blev omfattande men man har ändå reparerat vagnen, vilken åter togs i bruk under hösten 2010. Den hade vid olyckstillfället bara varit i trafik i cirka tre månader efter en omfattande reparation, då efter kollision med en buss på Hisingen vid Hjalmar Brantingsplatsen. En person skadades allvarligt vid den senare olyckan enligt Göteborgs Posten. För övrigt var detta en "svart måndag" för GS då diverse kollisioner och andra tillbud drabbade spårvägsnätet samma dag, med flera förseningar som följd. I juni 2014 var vagn 803 inblandad i en tredje kollision med materiella skador, denna gång rörde det sig om en sammanstötning med en lastbil vid Vasaplatsen. Vagnen fick relativt lätta plåtskador i fronten och återställdes denna gång förhållandevis snabbt, och sattes i trafik i slutet av juli, cirka 6 veckor efter olyckan.
- Den 2 juli 2010 körde en traktor med släp in i vagn 809 på Götaälvbron i riktning mot Hisingen och orsakade en urspårning. Högersidan från framdörrarna och en bit in mot mitten skadades svårt men även den vagnen har reparerats och satts i trafik under hösten 2010. Släpvagnen, som var M28 724, klarade sig oskadd.
- Den 27 december 2010 krockade vagn 812 med en lastbil på Bangatan. Skadorna på fronten blev omfattande, men den återställdes snabbt och kunde bara 6 veckor senare sättas åter i trafik.
- Den 8 september 2011 körde ett tåg bestående av vagn 810 med vagn 727 på släp i hög fart in i M31 323 vid Beväringsgatan, 29 personer skadades och fronten på 810 blev totalt intryckt och föraren klämdes fast. 727 for in i bakpartiet på 810 vid krocken med ytterligare skador som följd. Skadorna på 810 var så pass svåra att de bedömdes omöjliga att reparera eftersom både fronten och aktern blivit så illa tilltygade att de inte gick att återuppbygga. Men som tur var så beslutade Svenska Spårvägssällskapet Ringlinjen att skrota sin M25 569, som hade stått avställd i Vagnhallen i Gårda under en längre tid, för att plocka delar till sina övriga M25:or. Då passade GS på att ta både fronten och aktern från den och montera dessa på 810 istället. Detta genomfördes av ett företag i Randers i Danmark och i juli 2013 sattes 810 åter i trafik, då med front och akter från 569.
- Den 21 september 2011 kolliderade vagn 835 med en lastbil vid Stigberget. Vagnen spårade ur och fick måttliga skador och gick åter i trafik från februari 2012. Två personer skadades i olyckan. Vagn 759 som var släp, klarade sig oskadd.
- Den 18 juli 2013 krockade vagn 836 med M32 449 vid Valand. Då ett spårarbete pågick vid Lilla Torget skapade olyckan mer eller mindre kaos i trafiken, eftersom den inte kunde läggas om över Domkyrkan och Grönsakstorget. 8 personer skadades lindrigt, varav 3 fördes till Mölndals sjukhus. Efter olyckan spårade båda vagnarna ur och bärgningsarbetet tog flera timmar, och alla linjer var försenade flera timmar framöver. Vagn 449 fick skador längs hela långsidan samt krossade rutor.
- Den 23 april 2014 tappade vagn 848 sin motor på Götaälvbron. Vagnen var på väg mot Hisingen när en uppsliten del av bron hakade sig fast i motorn och slet loss den från vagnen.
- Den 20 september 2016 blev vagn 838 påbackad av en sopbil vid Olskrokstorget. Vagnen fick relativt stora men dock reparabla skador vid mittdörrarna. Den bakre vagnen, M28 731, klarade sig oskadd och var åter i trafik redan dagen efter. Vagn 838 går åter i trafik sedan april 2017.

- Den 7 februari 2018 körde vagnarna 829+801 in i M31 vagn 349 bakifrån vid hållplats Musikvägen i Frölunda och fronten på vagn 829 fick svåra skador. Nio personer skadades varav en allvarligt och det tog drygt fyra timmar innan trafiken kunde släppas på igen. Både vagn 801 och 829 reparerades, 801 sattes i trafik i slutet av mars 2018. Vagn 829 reparerades hos Tågskadecenter i Västerås och fick då fronten från krockskadade M28 741. Under sommaren 2020 färdigställdes 829 i Vagnhallen Majorna och vagnen sattes åter i trafik den 17 augusti 2020 när man återgick till vintertidtabellen.

- Den 24 maj 2018 kolliderade vagn 303 på linje 5 med vagn 810+741 på linje 13 på Götaälvbron där 303 körde in i 741 bakifrån. Vagn 741 skadades så svårt att den fick slopas och plockades på reservdelar för att sedan skrotas. Fronten från 741 kom att sättas på svårt krockskadade vagn 829. 810 som gick som första vagn fick också en del skador som följd men av mindre grad. Vagn 810 går åter i trafik sedan juni 2018.

- Den 11 september 2018 krockade vagn 846 med en buss vid Masthuggstorget på Första Långgatan och vagnen skadades en del vid fronten. Inga allvarliga personskador rapporterades. Vagn 846 reparerades och sattes åter i trafik i augusti 2019.

- Den 9 februari 2023 krockade vagnarna 811+812 med en hjullastare i slingan vid Wavrinskys plats och båda fick svåra skador. Vagnarna slopades, plockades på reservdelar och skrotades senare samma år.

Vagn 839 skrotades efter en anlagd brand 1987 och vagn 858 skrotades också den efter en brand samma år.
Vagn 852 slopades 2020 och skrotades 2021. Därefter följde vagn 805 (som hade skadats i en kollision) och 829 som båda slopades 2021. Dessa två skrotades 2022. Under 2022 slopades vagnarna 803 och 827. I mars 2024 slopades vagn 820 och skrotades i april/maj 2024. Vagn 810 slopades i juni 2024 och skrotades sedan i oktober/november 2024. Vagn 808 slopades under hösten 2024 och 808 gick till skrot i februari 2025. Vagnarna 809, 843 och 851 slopades i februari 2025. Vagn 825 blev påkörd bakifrån av M31 300 i Brunnsparken mars 2025 och slopades efter det, då vagnen fick en del skador i aktern.
Slopade vagnar: 809, 825 och 843 (3 st) 
Skrotade vagnar: 803, 805, 808, 810-812, 820, 827, 829, 839, 851, 852 och 858. (13 st)

## Övriga tekniska data
- Vagnsnummer: 801-802, 804, 806-807, 813-819, 821-824, 826, 828, 830-838, 840-842, 844-850, 853-857, 859-860 = 44 st. Ursprunglig nummerserie 801-860.
- Bredd: 2,65 meter
- Axelavstånd: 1,8 meter
- Boggicentrumavstånd: 7 meter
- Dörrarrangemang: 2+2+1

## Gästspel
Vagn 845 gästade, tillsammans med M28 754, Djurgårdslinjen i Stockholm under sommaren 2005.

## M29 utanför Sverige
I juli 1972, efter att det blivit känt att Melbourne and Metropolitan Tramways Board skulle beställa nya spårvagnar, besökte två anställda från det australiska företaget Comeng Europa där de sökte efter spårvagnsdesigner. Efter att besökt AB Hägglunds & Söner i Örnsköldsvik erbjöd Hägglunds att sälja ritningarna till spårvagnstypen M29 till Comeng för 6 000 australiska dollar, något som Comeng tackade ja till. Ritningarna, som var på svenska, visade sig inte att vara till stor nytta för Comeng då ståldelarna var av europeisk standard, spårvagnen hade bara en förarhytt och dörrar på bara ena sidan av vagnen (i Melbourne behövs det att spårvagnar kan köras i båda riktningar och har dörrar på båda sidor). Till slut bestämde sig Comeng för att skapa en egen design för Melbournes nya spårvagnar, denna var dock baserad till viss del på den struktur Hägglunds hade använt för att bygga M29. Comengs design använde dock boggier designade av Hägglunds.